# 阿布哈茲人民議會槍擊案
當地時間2024年12月19日早晨，阿布哈茲共和國首都蘇呼米前市長兼阿布哈茲人民議會議員阿德古爾·哈拉齊亞涉嫌在人民議會內向政治對手開槍，導致議員瓦赫坦·戈蘭齊亞當場身亡及議員坎·克瓦恰受傷後逃逸。

## 背景
哈拉齊亞曾於2020年因涉嫌襲擊一名行政官員而遭拘留。阿布哈茲近期電力短缺的問題日益嚴重，加密貨幣挖礦活動、俄羅斯停止經濟援助，以及英古里大壩因水位過低緊急停機，都是加劇此問題的主因。

## 襲擊
根據阿布哈茲內政部通報，事發當日，人民議會正在審議一項關於禁止加密貨幣挖礦的法案。哈拉齊亞堅持支持禁令，而克瓦恰則認為該提案過於迎合民粹主義，雙方因此發生激烈爭執。期間，戈蘭齊亞試圖調停，卻遭哈拉齊亞近距離射擊頭部，當場死亡。哈拉齊亞隨後又射傷克瓦恰的手臂，隨即逃逸。

## 後續
阿布哈茲代理總統巴德拉·貢巴隨即召集安全委員會成員，並前往共和醫院探視受傷人員。